# Антагоністи альдостерону

Структурні формули антагоністів альдостерону

Антагоністи альдостерону (або антимінералокортикоїди) — це група діуретиків, які інгібують зв'язування гормону кіркової речовини наднирників альдостерону специфічними мінералокортикоїдними рецепторами. Ця група лікарських засобів часто використовується як додаткова терапія, у комбінації з іншими препаратами, для лікування хронічної серцевої недостатності. Спіронолактон, перший представник цієї групи препаратів, також використовується у лікуванні гіперальдостеронізму (включно із первинним гіперальдостеронізмом) та гірсутизмом у жінок (у зв'язку із його антиандрогенною дією). Більшість антагоністів альдостерону, включно із спіронолактоном, мають стероїдну будову, та є спіролактонами. Фінеренон є нестероїдним антимінералокортикоїдним препаратом.

## Механізм дії
Антагоністи альдостерону, як випливає з їх назви, є антагоністами рецепторів мінералокортикоїдних гормонів. Інгібуванні зв'язування альдостерону специфічними внутрішньоклітинними рецепторами призводить до гальмування реабсорбції натрію в канальцях нирок, що призводить до збільшення виділення натрію без збільшення виділення калію, а також збільшує виділення води, наслідком чого є збільшення об'єму виділення сечі (діурезу). У випадку застійної серцевої недостатності препарати даної групи застосовуються разом із іншими лікарськими засобами з метою додаткового сечогінного ефекту для зменшення периферичних набряків та застою у великому або малому колі кровообігу.

## Приклади

Фінеренон — нестероїдний антагоніст альдостерону

До групи антагоністів альдостерону, які застосовуються у клінічній практиці, належать:
- Спіронолактон — перший і найбільш розповсюджений препарат даної групи.
- Еплеренон — значно більш селективний препарат, ніж спіронолактон, проте менш дієвий та ефективний.
- Канренон та канреноат калію — застосовуються дуже рідко.
- Фінеренон — нестероїдний препарат, більш дієвий та селективний, ніж спіронолактон та еплеренон.

Деякі лікарські засоби також мають антимінералокортикоїдний ефект, який є додатковим до їх основного механізму дії. До них належать прогестерон, дроспіренон, гестоден та бенідипін.